# Pierre Thomas-Lacroix
Pierre Thomas-Lacroix, né le 3 septembre 1901 à Clisson (Loire-Inférieure) et mort le 30 avril 1981 à Vannes (Morbihan), est un archiviste et historien français.

## Biographie
Autodidacte, puis diplômé de l'École des chartes avec une thèse sur Jean de Malestroit, il commence sa carrière aux Archives départementales de la Manche de 1925 à 1930, avant de devenir directeur des Archives départementales du Morbihan et conservateur des Antiquités et objets d'art du Morbihan (1930-1967).
Membre actif de la Société polymathique du Morbihan et de plusieurs autres sociétés savantes du département, il publie de nombreuses études historiques, en particulier sur le Vieux Vannes et l'orfèvrerie religieuse. On lui doit aussi de nombreux inventaires et répertoires concernant notamment les fonds d'archives religieux. Il est également responsable de l'organisation et de la sauvegarde des archives municipales du département.
Pendant la Seconde Guerre mondiale, il s'emploie à sauvegarder les œuvres d'art sous sa responsabilité. À la fin de sa carrière, dans les années 1960, il organise des expositions temporaires d'objets d'art dans la cathédrale de Vannes.